# U.S. Post Office Opelika
Das U.S. Post Office Opelika ist eine Filiale des United States Postal Service in Opelika.
Das Gebäude wurde 1915 fertiggestellt und am 18. November 1976 in das National Register of Historic Places eingetragen.